# モンティ・パイソン 復活ライブ!
モンティ・パイソン 復活ライブ！（英: Monty Python Live (mostly)）は、モンティ・パイソンが、2014年7月にロンドンのThe O2で行った10公演のライブである。別題として "Monty Python Live (mostly): One Down, Five To Go" も用いられた。このライブはパイソンズ結成45周年を記念して行われ、「お別れショー」（英: Farewell show）として、パイソンズのライブ活動終了がアナウンスされた。
最終日である7月20日の公演は日本を含め世界中で放映され、後にBlu-ray Discとしてリリースされた。

## ライブ実施に至るまで
1989年にメンバーの1人・グレアム・チャップマンが死去して以来、モンティ・パイソンのライブは行われてこなかった。結成30周年記念のライブ・アット・アスペンではトークショーのみが行われ、その後放送された記念番組 "Python Night – 30 Years of Monty Python" 以来、存命するメンバー揃っての活動は停止していた。2009年に結成40周年記念で行われたコミック・オラトリオ『ノット・ザ・メシア』のロンドン公演には、メンバーの1人・ジョン・クリーズが参加していない。このライブは、1980年の『ライブ・アット・ザ・ハリウッド・ボウル』以来、実に34年ぶりのライブとなっている。
2012年、パイソンズは映画第2作『ホーリー・グレイル』のプロデューサー、マーク・フォーステーター (Mark Forstater) から、この映画を翻案した続編ミュージカル『スパマロット』の著作権を巡って訴訟を起こされた。2013年にメンバーは敗訴し、フォーステーターに対する80万ポンドの支払い義務を負った。今回の復活ライブは、この賠償金を支払うために企画された。
メンバーはすぐに、ライブ制作の指揮を取るのは『スパマロット』の興行を成功させていたアイドルがふさわしいだろうとの見解で一致した（単純に彼のスケジュールが空いていたという事情もある）。アイドルは、ライブをパイソンズのよく知られたスケッチで構成するとの青写真を描いた。衣装替えの時間を稼ぐために、スケッチ間を短い映像やグループの作った歌で繋ぐことも考えた。歌はアーリーン・フィリップスの振り付けで、コーラス・ラインによって演じられた。音楽の編曲・指揮は、アイドルと長年仕事をしてきたジョン・デュ・プレが担当した。
このライブの制作発表記者会見は、2013年11月21日に行われた。記者会見の司会はワーウィック・デイヴィスが務め、記者席には「7人目のパイソン」ことキャロル・クリーヴランドも座っていた。この席で、チャップマンがアーカイヴ映像を使って登場することが発表された。
ライブのチケットは制作発表が行われた翌週に発売されたが、初日公演のチケットはわずか43.5秒で売り切れた。チケットの売り切れを受け、パイソンズ側は追加4公演分のチケットを発売した。最も安い座席の値段は 27.50ポンド、最も高値の座席は、終演後メンバーと会える特典付きで 495ポンドだった。会場は最大収容人員2万人のO2アリーナだったが、他の9公演についてもチケットは完売した。
ライブを目前にした2014年6月30日には、スティーヴン・ホーキングが特別出演することが発表された（詳細は後述）。またローリング・ストーンズのメンバー、ミック・ジャガーとチャーリー・ワッツによるティーザー映像も配信された。この日メンバーは、ライブを前に記者会見を行っている。

## The O2での全10公演
公演は、2014年7月1日から5日までの5日間、15日・16日、18日から20日の3日間に分けて行われた。ショーは30分の休憩込みで3時間行われ、いくつかのスケッチは、現代の世情に合わせてアップデートされた。
会場のO2アリーナには、多くのファンがスケッチの登場人物に扮して来場した。公式アカウントで公開された動画では、バカ歩きをしたり、スペイン宗教裁判、ガンビー、木こりの歌などのキャラクターに扮したファンを見ることができる。
スケッチ「恐怖のブラックメイル」には、脅迫を受ける有名人として、日替わりで10人のコメディアンが登場した。ゲストは1日目から順に、スティーヴン・フライ、リー・マック、ビル・ベイリー、ノエル・フィールディング、マット・ルーカス、ワーウィック・デイヴィス、サイモン・ペグ、デヴィッド・ウォリアムス、エディ・イザード、マイク・マイヤーズである。マイヤーズの出演はディスクとパイソンズ公式YouTubeアカウントで視聴できる。またイザードは、ゲスト出演した翌日・20日の「ブルース」スケッチにも出演した。
ロビン・ウィリアムズは最終日の『ブラックメイル』にゲスト出演する予定だったが、アイドルによると「彼はひどい鬱病に苦しめられていたようで」、直前になってキャンセルされた。ウィリアムズは同じ年の8月に死去しており、その際アイドルがこのエピソードを明かしている。このライブがディスク化された際には、グループはウィリアムズへ献辞を行っている。
ライブ最終日の様子は世界中の映画館に中継され、英国では400か所以上に中継されたほか、アメリカでは500館の映画館で上映された。世界中ではのべ1,500か所でライブが同時中継されている。英国への放送はGold TV (en) が請け負ったほか、ディッシュ・ネットワークの衛星放送ネットを使い、ファゾム・イベンツ (en) 配給で世界中の映画館に配信された。ライブの収録監督はオーブリー・パウエルが務めた。
日本では、2014年8月24日・31日に、NHK BSプレミアムで前後編に分けて放映された。この放送は、いとうせいこう、松尾貴史、宮沢章夫、須田泰成のトークが収録された特別版だった。ナレーションはこれまでパイソン作品の日本語吹替え版においてテリー・ジョーンズの声を担当してきた飯塚昭三が務めた。なおこの公演は後にディスクとして発売されているが、この時の収録内容と放送内容は同一ではない。

## 出演者
モンティ・パイソン
- ジョン・クリーズ
- グレアム・チャップマン（アーカイヴ映像を使って登場）
- テリー・ギリアム
- エリック・アイドル
- テリー・ジョーンズ
- マイケル・ペイリン

助演
- キャロル・クリーヴランド - 「7人目のパイソンズ」として、『空飛ぶモンティ・パイソン』に度々出演している。
- サミュエル・ホームズ[35] - チャップマンの持ち役を数多く引き継いだ。『スパマロット』でロビン卿を演じている。

今回の公演には、パイソンズのライブに欠かさず出演してきたニール・イネスは参加していない。

### ゲスト出演者
『ブライアン・コックス 宇宙の旅』映像出演
- ブライアン・コックス
- スティーヴン・ホーキング - 最終日の公演には実際に来場しており、ディスク版では客席のホーキングがアップで映し出される。

『恐怖のブラックメイル』
- 7月1日（初日）- スティーヴン・フライ
- 7月2日（2公演目）- リー・マック（英語版）
- 7月3日（3公演目）- ビル・ベイリー（英語版）
- 7月4日（4公演目）- ノエル・フィールディング（英語版）
- 7月5日（5公演目）- マット・ルーカス
- 7月15日（6公演目）- ワーウィック・デイヴィス
- 7月16日（7公演目）- サイモン・ペグ
- 7月18日（8公演目）- デヴィッド・ウォリアムス
- 7月19日（9公演目）- エディー・イザード：最終日の『ブルース』スケッチにも登場した。
- 7月20日（最終日）- マイク・マイヤーズ

## スタッフ
以下はディスクのスリーブに記載された公式表記に拠った。
- 脚本・出演：パイソンズ
- 「復活ライブ」作・演出：エリック・アイドル
- プロデューサー：ジム・ビーチ
- デザイン：テリー・ギリアム
- 共同プロデューサー：ホーリー・ギリアム[注 7]
- 映像演出：オーブリー・パウエル
- 制作：フィズ・オリヴァー
- 編集：ベニー・トリケット
- 制作総指揮：ジェフ・ケンピン、テリー・シャンド（Eagle Rock Entertainment）

以下はIMDbの作品ページに拠った。
- 撮影監督：ブレット・ターンブル
- 衣装デザイン：ヘイゼル・ペシグ - テレビシリーズ時代からパイソンズの衣装を担当している。
- 音楽：ジョン・デュ・プレ - 『人生狂騒曲』『スパマロット』『ノット・ザ・メシア』などの音楽を担当している。
- 献辞：イアン・マクノートン - テレビシリーズや『アンド・ナウ』の監督。2002年に亡くなっている。
- 献辞：ロビン・ウィリアムズ - 最終日の『ブラックメイル』ゲストとして出演依頼されていたが、体調面からオファーを断った上翌月急逝した[30]。ジョーンズが監督し翌年公開された映画『ミラクル・ニール!』が遺作となっている。

## 上演されたスケッチ
初出欄の話数指定は、『空飛ぶモンティ・パイソン』の放送話を指す。また演じられたスケッチのタイトルは販売されているディスクのライナーノーツ、初出時のタイトルは空飛ぶモンティ・パイソンのエピソード一覧に拠った。
スケッチのタイトルに続けて、かっこ内に内容を示した。アーカイヴとは、『空飛ぶモンティ・パイソン』、『空飛ぶモンティ・パイソン ドイツ版』など、チャップマン存命時のテレビシリーズの映像を指す。ギリアムのアニメーションは全てアーカイヴであった。また「ダンス」は、パイソン・メンバーではなく、ダンサーが登場したものを示す。
またキャスト欄の「パイソンズ」は、パイソンメンバー6人を指す。パイソンズに関しては概ねABC順にクレジットした。初出欄では、ライブでの役を初出で誰が演じたか、順番を対応させて記載した。

### 第1幕 / Act One

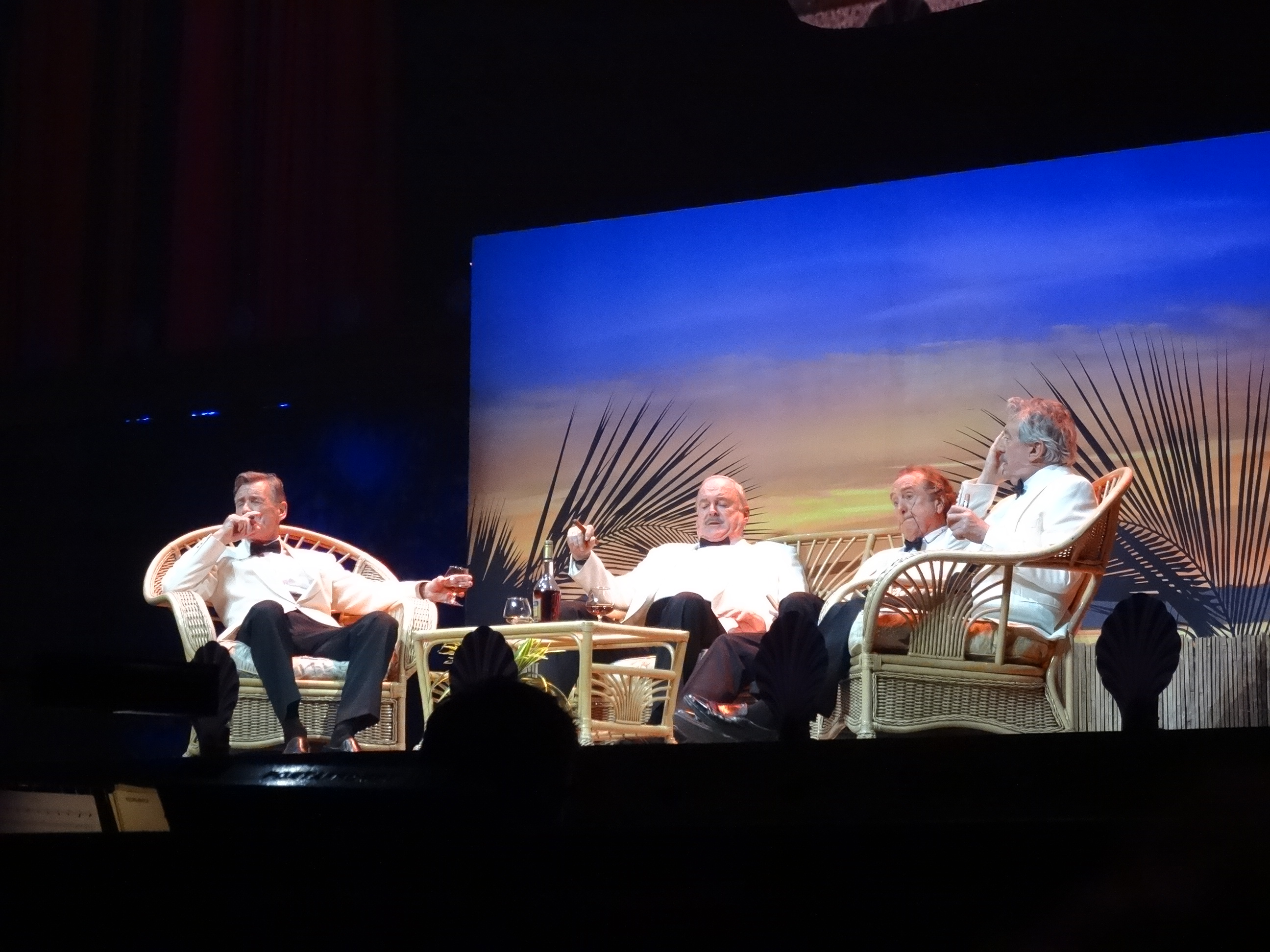
『4人のヨークシャー男』（左からペイリン、クリーズ、アイドル、ジョーンズ）

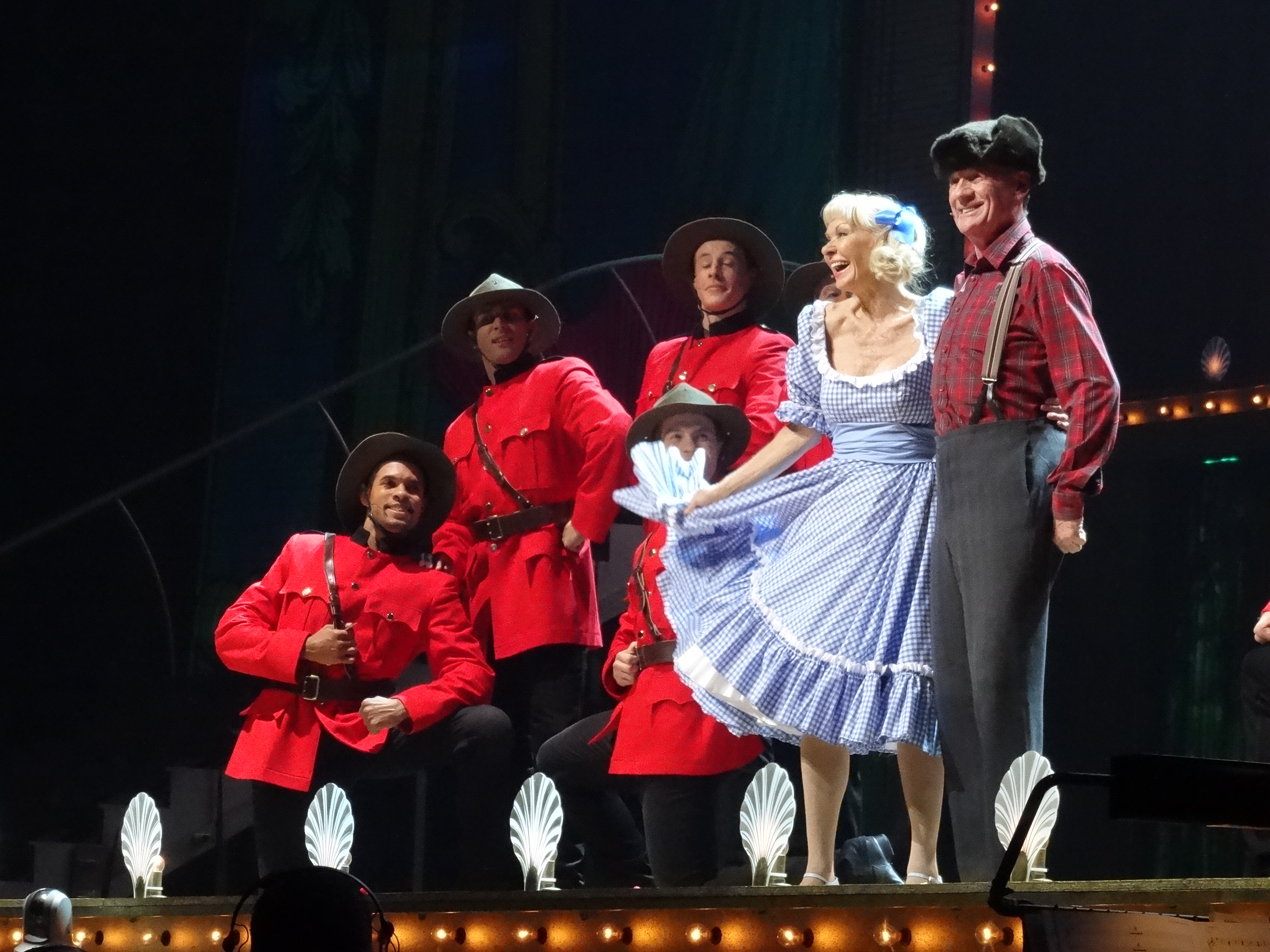
木こりに扮したペイリンとガールフレンド役のクリーヴランド（『木こりの歌』）

序曲
ジョン・デュ・プレ編曲。"Sit on My Face"、『自由の鐘』、『フィンランド』、『スパム・ソング』、"Always Look on the Bright Side of Life" を編集したスペシャルメドレーだった。
オープニングタイトル
20世紀フォックスのタイトルや『2001年宇宙の旅』を模したアニメーションの後、太陽としてグレアム・チャップマンの顔が映し出される。その他のパイソン・メンバーは、『DOCTOR WHO』に登場するターディス（英: Tardis）を模した、「リターディス」（英: RETARDIS）から現れる。その後写真撮影コーナーが設けられており、冒頭の写真はその時に撮られたもの。
ラマ（スケッチ）（クリーズ、アイドル、ジョーンズ、ギリアム、ペイリン、クリーヴランド）
初出：第1シリーズ第9話「アリのご紹介」（クリーズ、アイドル、ジョーンズ、チャップマン）
ラマの危険性をスペイン語で説くスケッチで、会場向けには英語字幕が付けられていた。途中でラマに乗ったクリーヴランドが登場する（一方元スケッチでは途中でバイクに乗ったチャップマンが登場する）。
自由の鐘
第1シリーズから第4シリーズまでのオープニングをリプレイ。『自由の鐘』は『空飛ぶモンティ・パイソン』のオープニングソングだった。
4人のヨークシャー男（スケッチ） (Four Yorkshiremen) （クリーズ、アイドル、ジョーンズ、ペイリン）
パイソンズ作品での初出：『ライブ・アット・ドルリー・レーン』（チャップマン、アイドル、ジョーンズ、ペイリン）
ヨークシャー出身の男たちが貧乏自慢を行うスケッチ。演じたメンバーの中ではペイリンのみがヨークシャー出身である。このスケッチは元々、クリーズ・チャップマンの出演していた番組 "At Last the 1948 Show" で演じられたものである。番組では、この2人の他、ティム・ブルック＝テイラーとマーティ・フェルドマンがヨークシャー男を演じた。
唇よサヨウナラ（アニメ、アーカイヴ）
放送話：第3シリーズ第2話「ブライアン・ノリス夫妻の冒険」
魚のハリセン・ダンス (The Fish-Slapping Dance) （スケッチ、アーカイヴ）（クリーズ、ペイリン）
放送話：第3シリーズ第2話「ブライアン・ノリス夫妻の冒険」/ スケッチに続くギリアムのアニメーションも放映。

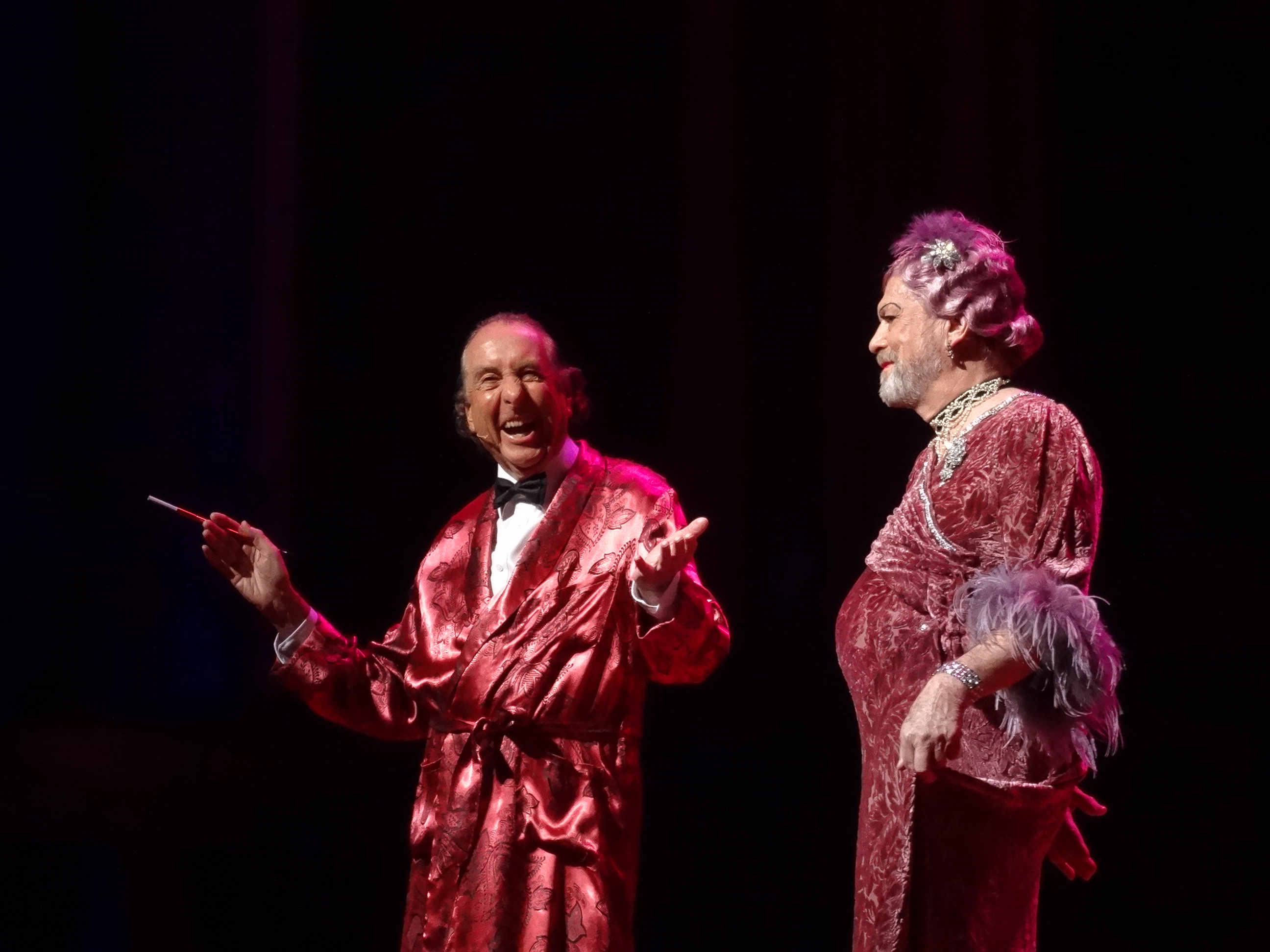
『ムスコのうた』に登場したアイドルとギリアム

♪ムスコのうた（歌）（アイドル、ギリアム）
初出：映画第4作『人生狂騒曲』「パート6『晩年』」"Penis Song"（アイドル）
アイドルと女装したギリアムがカップルで現れ、アイドルが曲を歌う。初出ではアイドルがピアノの弾き語りを行ったが、今回はギリアムがピアノ伴奏を行った。
♪海軍メドレー（ダンス、歌）
直前にアイドルの歌った『ムスコのうた』などを含めたメドレー。曲はこのライブが初出で、後にアルバム『モンティ・パイソン・シングス（アゲイン）』に収録された。
お笑い海兵隊（ダンス）（クリーズ、ダンサー）
スケッチの初出：第2シリーズ第9話「身体のパーツを見分ける方法」『進軍体操』（パイソンズ）
クリーズ演じる腕の無い将軍が現れた後、ダンサーが恋愛沙汰をおちょくる進軍体操を行う。
腕のない将軍（スケッチ）（クリーズ、ダンサー）
元作品：第2シリーズ第12話「スパム」『戦場1914（その2）』（クリーズ）
グレアム大佐（スケッチ、アーカイヴ）（チャップマン）
前のスケッチで登場した将軍のスピーチ中に、番組に度々現れてはスケッチを検閲し、強制終了させていた軍人 (The Colonel) が突然登場する。キャラクターは第1シリーズ第4話「フクロウの柔軟体操」で初登場し、その後もチャップマンの持ち役として何度も登場している。今回使われたのは第1シリーズ第8話でのシーン。
真珠湾攻撃再現劇（スケッチ、アーカイヴ）（パイソンズ）
放送話：第1シリーズ第11話「王立交響楽団、トイレへ！」
ダビデ（アニメ、アーカイヴ）
放送話：第1シリーズ第6話「芸術の時間」
初出時とは異なり、ダビデの付けていた葉っぱが取られると、プーチンの顔が現れる。またこのダビデ像は次のスケッチで登場するミケランジェロ作のものである。
教皇とミケランジェロ（スケッチ）（クリーズ、ギリアム、アイドル）
パイソンズ作品での初出：『ライブ・アット・ザ・ハリウッド・ボウル』「ミケランジェロの『最後の晩餐』」（クリーズ、チャップマン、アイドル）
♪エヴリ・スパム・イズ・セイクリッド（歌、ダンス）（クリーズ、アイドル、クリーヴランド、ホームズダンサー）
初出：映画第4作『人生狂騒曲』「パート1 『出産の奇跡2 第3世界編』」（ペイリン、ジョーンズほか）
曲名：「全ての精子は神聖なり」（英: "Every Sperm Is Sacred"）。クリーズとアイドルは前のスケッチの役をそのまま引き継ぎ、アイドル演じるミケランジェロが歌を歌った。
プロテスタントの夫婦（スケッチ）（ペイリン、ジョーンズ）
初出：映画第4作『人生狂騒曲』「パート1 『出産の奇跡2 第3世界編』」（チャップマン、アイドル）
初出時にはカトリックの夫婦を演じていたペイリン・ジョーンズが、今回は逆にプロテスタント夫婦を演じた。
神様降臨（アニメ、アーカイヴ）
元作品：映画第2作『モンティ・パイソン・アンド・ホーリー・グレイル』（声：チャップマン）
馬鹿オリンピック（スケッチ、アーカイヴ）（パイソンズ）
放送話：『空飛ぶモンティ・パイソン ドイツ版』第1話
職業カウンセラー（スケッチ） (Vocational Guidance Counsellor) （クリーズ、ペイリン）
初出：第1シリーズ第10話「無題」（クリーズ、ペイリン）
♪ランバージャック・ソング（歌）（ペイリン、クリーヴランド、合唱団（ギリアム、ジョーンズほか））
初出：第1シリーズ第9話「アリのご紹介」（ペイリン、ジョーンズ、コニー・ブース、合唱団（クリーズ、チャップマンほか））
前のスケッチで登場した公認会計士アンチョビ氏（ペイリン）が木こりになった。
筋肉増強マシーン "ダイナモ・テンション"（アニメ、アーカイヴ）
放送話：第1シリーズ第5話「20世紀後半における男のアイデンティティ・クライシス」
国際哲学者サッカー 前半（スケッチ、アーカイヴ）（パイソンズ）
放送話：『空飛ぶモンティ・パイソン ドイツ版』第2回
オーストラリアのブルースたち（スケッチ）（ギリアム、アイドル、ペイリン、クリーヴランド、ホームズ）
初出（スケッチ）：第2シリーズ第9話「身体のパーツを見分ける方法」（パイソンズ）
初出（曲）：アルバム "The Monty Python Matching Tie and Handkerchief" (en) 
呑兵衛なブルースたちの自己紹介に引き続き、「ブルースの哲学者の歌」（英: "Bruces' Philosophers Song"）が歌われた。パイソンズが「リターディス」から現れた時同様に、ホームズ演じる着ぐるみのカンガルーも現れた。最終日にはブルースたちに混じって、前日「ブラックメイル」へ出演していたエディー・イザードが登場した。
国際哲学者サッカー 後半（スケッチ、アーカイヴ）（パイソンズ）
放送話：『空飛ぶモンティ・パイソン ドイツ版』第2回
ウィゾ・チョコレート株式会社（スケッチ） (Crunchy Frog) （クリーズ、ギリアム、ジョーンズ）
初出：第1シリーズ第6話「芸術の時間」（クリーズ、チャップマン、ジョーンズ）
綴りをデタラメに喋る男（スケッチ）（アイドル、ペイリン）
初出：第3シリーズ第4話「血、破壊、死、戦争そして恐怖」（アイドル、ペイリン）
アイドルの十八番とも言える言葉遊び芸。ゲストはアナグラムで喋るとの触れ込みだったが、途中からはスプーナー語法で喋るだけだった。
♪アイ・ライク・チャイニーズ（歌、ダンス）（パイソンズ、クリーヴランド）
初出：アルバム "Monty Python's Contractual Obligation Album" (en) 
前のスケッチで席を立ったアイドルがそのまま歌い始める。オリジナルとはやや歌詞が異なる特別版で、更に途中でエルヴィス・プレスリーに扮した人物（ホームズ）が登場する。歌詞はライブ用の特別版だった。 "Their tiny little trees"（訳：彼らの可愛らしい植木）との歌詞があり、「それは日本の盆栽！」とツッコミが入るが、中国にも同様の「盆景」があり、歌詞は強（）ち間違いでもない。

### 幕間
4人のペッパーポット（クリーズ、ギリアム、ジョーンズ、ペイリン）
アイドル以外の4人が「ペッパーポット」（キンキン声で喋る中年婦人たち）を演じ、休憩時間を知らせる。トイレが1つしか無いことを知った彼女たちは我先にとトイレへ急ぐ。

### 第2幕 / Act Two

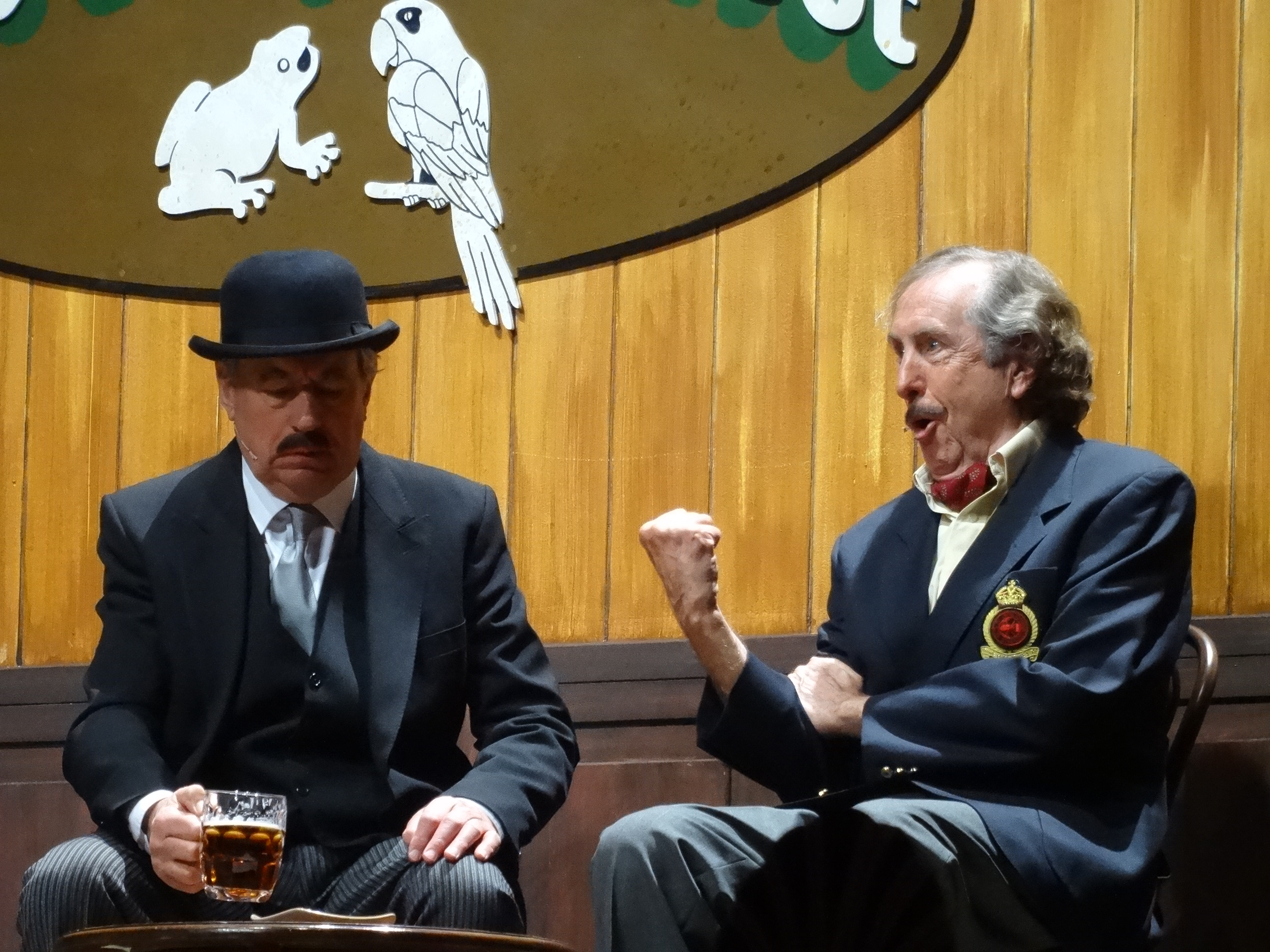
『このお、ちょんちょん』を演じるジョーンズとアイドル

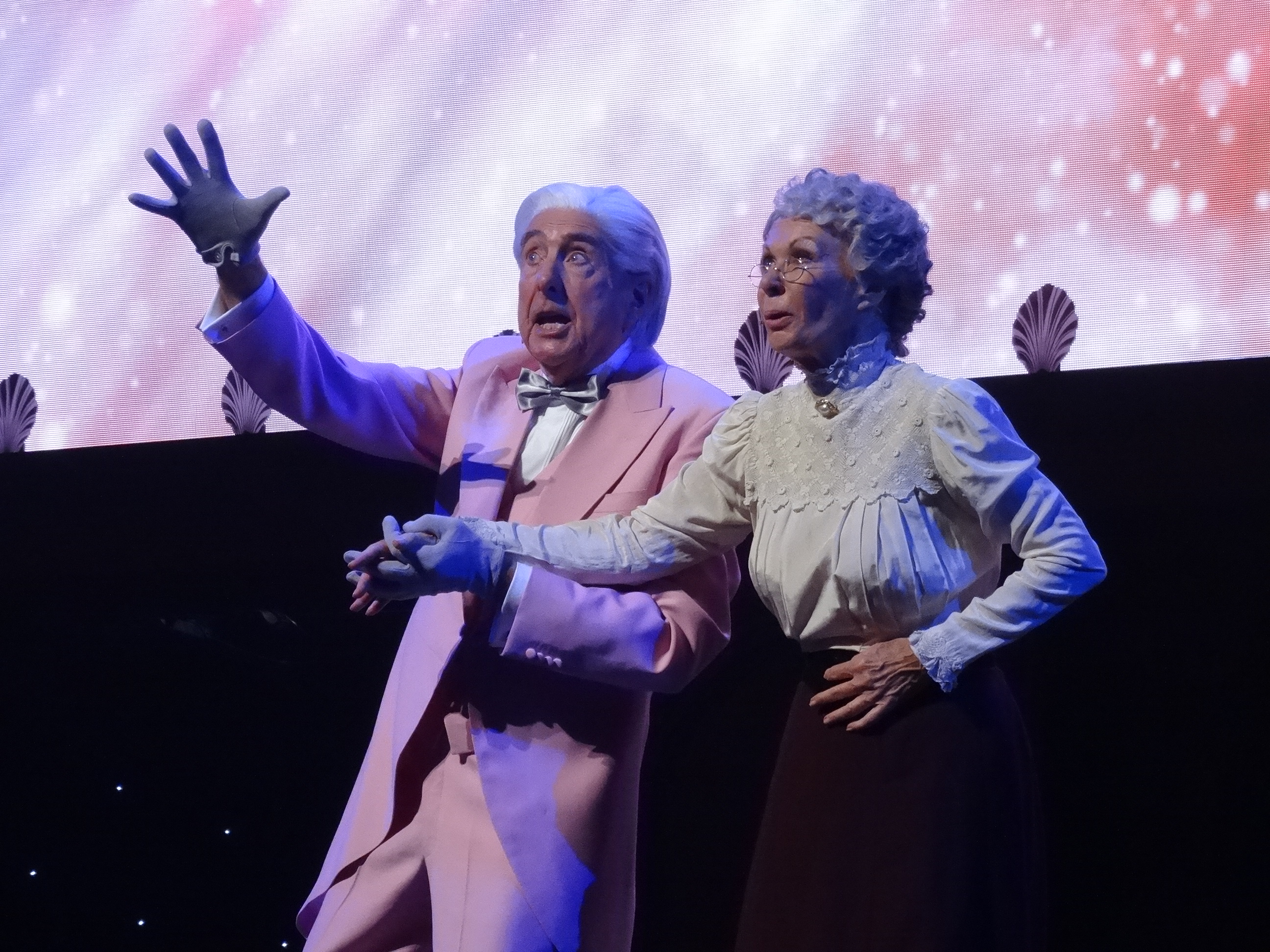
『銀河系の歌』で手を取り合うアイドルとクリーヴランド

♪スパム・レイク（白鳥の湖）（バレエ）
♪シット・オン・マイ・フェイス (Sit on My Face) （歌、ダンス）（アイドル、ペイリン、クリーヴランド、ホームズ）
初出：アルバム "Monty Python's Contractual Obligation Album" (en) 、『ライブ・アット・ザ・ハリウッド・ボウル』
ラジオドラマ「スコットランド女王メアリーの死」（スケッチ）（クリーズ、ジョーンズ、ペイリン）
初出：第2シリーズ第9話「身体のパーツを見分ける方法」（クリーズ、チャップマン、ジョーンズ）
死去したチャップマンの役をジョーンズが引き継ぎ、代わりにニュースアナウンサー役をペイリンが演じた。台詞中でペイリンの旅番組への言及がある。また今回は博学者として、ジェイコブ・ブロノフスキーの代わりにデイビッド・アッテンボローの名前が挙げられた。
ガンビー教授の生け花教室（スケッチ）（ギリアム）
初出：第2シリーズ第12話「スパム」（ペイリン）
前のスケッチでニュースアナウンサーを演じたペイリンが、「D・P・ガンビーさんの生け花教室です」と振ってガンビーに扮したギリアムが登場。この「D・P・ガンビー」はペイリンの当たり役で、初出でも彼が演じている。ガンビー登場時に流された曲は "Eric The Half A Bee" である。
ゲイの裁判官（スケッチ）（アイドル、ペイリン）
初出：第2シリーズ第8話「今日の考古学」（アイドル、ペイリン）
最終日のライブでは、アイドルが「クリーズの離婚協議担当した？」と尋ね、ペイリンが「どの？」と混ぜっ返すシーンがあるが、クリーズには3回の離婚歴があり、現在の妻は4人目である。
正面ストリップ（アニメ、アーカイヴ）
放送話：第1シリーズ第8話「正面ストリップ」
アホウドリ（スケッチ） (Albatross) （クリーズ、ジョーンズ）
初出：第1シリーズ第13話「しばらくお待ちください」（クリーズ、ジョーンズ）
このお、ちょんちょん（スケッチ）（アイドル、ジョーンズ、クリーヴランド）
初出：第1シリーズ第3話「遠くから異なる種類の木を見分ける方法」（アイドル、ジョーンズ）
前のスケッチとのつなぎに流された曲は "Never Be Rude to an Arab" (en) である。店のウェイトレス役としてクリーヴランドが登場。パブの名前は "The Frog & Parrot"（カエルとオウム）となっているが、このライブでも「ウィゾ・チョコレート会社」（原題：カエル・クランチ）・「死んだオウム」が上演されている。
♪ブラックメイル・ソング（歌、ダンス）
このライヴが初出となった曲。『ナッジ・ナッジ』でのアイドルの台詞が歌詞に用いられる。後に『モンティ・パイソン シングス・アゲイン』に収録された。
恐怖のブラックメイル（スケッチ）（ペイリン、ギリアム、日替わりゲスト）
初出：第2シリーズ第5話「とあるスナック・バーからの中継」
ブロントサウルスに関する新説（スケッチ）（クリーズ、アイドル）
初出：第3シリーズ第5話「オール・イングランド プルースト要約選手権」（クリーズ、チャップマン）
入れ歯のダンス（アニメ、アーカイヴ）
放送話：第2シリーズ第10話「南極のスコット」
スペイン異端宗教裁判（スケッチ）（ペイリン、ジョーンズ、ギリアム、ホームズ、クリーヴランド）
初出：第2シリーズ第2話「スペイン宗教裁判」（ペイリン、ジョーンズ、ギリアム、チャップマン、クリーヴランド）
♪ギャラクシー・ソング（歌）（アイドル、クリーヴランド）
初出：映画第4作『人生狂騒曲』「パート5『臓器移植』」（アイドル、ジョーンズ）
前のスケッチに登場した老婦人（クリーヴランド）の部屋にある冷蔵庫からアイドルが現れ、老婦人と手を取って踊りながら歌う。
ブライアン・コックス 宇宙への旅（特別映像）（ブライアン・コックス、スティーヴン・ホーキング）
英国のテレビシリーズに出演する人気司会者で、物理学者のブライアン・コックスが登場し、如何に『ギャラクシー・ソング』の歌詞がでたらめか解説を始める。そこに背後からスティーヴン・ホーキングが現れ、コックスを電動車椅子ではねる。自身はその後電子音声で『ギャラクシー・ソング』を歌いながら宇宙空間トラベルに向かう。
最終日にはホーキング自身が来場してライブを観賞していたことが映像で確認できる。
踊るビーナス（アニメ、アーカイヴ）
放送話：第1シリーズ第8話「正面ストリップ」
♪シリー・ウォーク・ソング（歌、ダンス）
スケッチの初出：第2シリーズ第1話「内務大臣を迎えて」
スケッチはクリーズの代表作でもあるが、クリーズによる「バカ歩き」は披露されなかった。ダンサーの後ろで流れていた曲は、後にアルバム『モンティ・パイソン・シングス（アゲイン）』に収録された。曲自体はライブ前の2014年4月に公式アカウントで公開されている。
討論教室 (Argument Clinic) （スケッチ）（クリーズ、ジョーンズ、ペイリン、クリーヴランド）
初出：第3シリーズ第3話「マネー・プログラム」（クリーズ、チャップマン、ペイリン）
♪アイヴ・ガット・トゥー・レッグス（歌）（ギリアム）
初出：『ライブ・アット・ドルリー・レーン』 (en) （1974年）
前のスケッチ「討論教室」の上へギリアムがワイヤーに吊られて登場し、足が2本ある喜びを歌う。途中でクリーズにライフルで撃ち抜かれ、内臓を飛び出させて舞台袖に消える。
スパム（スケッチ）（ジョーンズ、アイドル、クリーヴランド）
初出：第2シリーズ第12話「スパム」（ジョーンズ、アイドル、チャップマン）
初出でのハンガリー人（クリーズ）、歴史学者（ペイリン）のくだりはカットされている。スケッチの後半では、バイキングが店に現れ『スパム・ソング』『フィンランド』を歌い始めるが、鳥かごを持ったプラリーン氏（クリーズ）が現れ次のスケッチに繋がる。バイキングの頭領役としてホームズが登場。

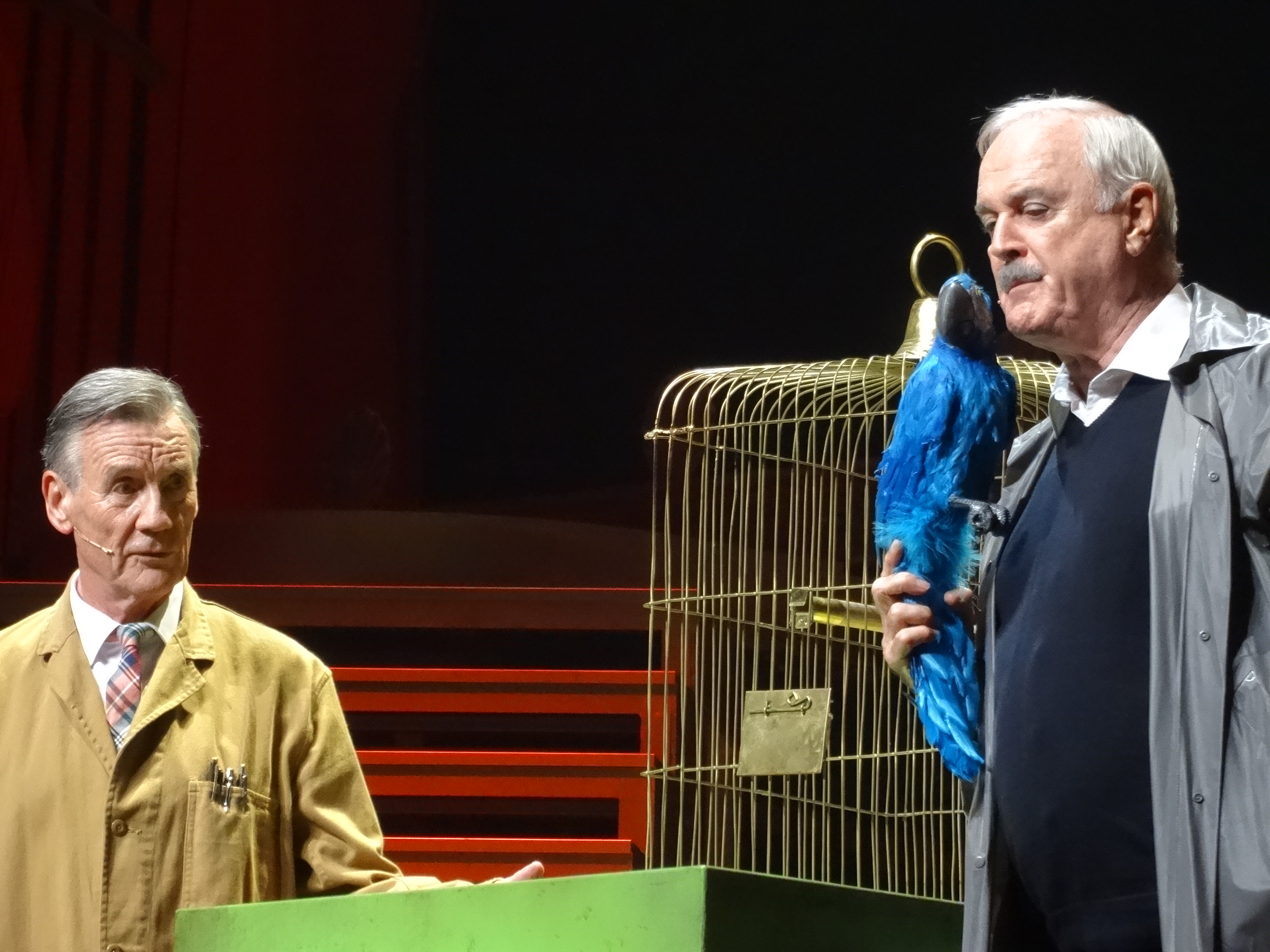
『死んだオウム』を演じるペイリンとクリーズ

死んだオウム（スケッチ）（クリーズ、ペイリン）
初出：第1シリーズ第8話「正面ストリップ」（クリーズ、ペイリン）
ディスク化された最終日の公演では、クリーズによる「このオウムはチャップマン先生に会いに行っちまったんだ！」とのアドリブが含まれている。なおクリーズは、チャップマンの葬儀でこの『死んだオウム』中の台詞を引用して弔辞を述べている。
チーズ・ショップ（スケッチ）（クリーズ、ペイリン）
初出：第3シリーズ第7話「サラダの日々」
スケッチのオチには、第1シリーズ第13話「しばらくお待ちください」中のスケッチ「ロッティンディンの警官ナンパ作戦」が用いられた。
美しく爆発するドナウ（スケッチ、アーカイヴ）（クリーズ）
放送話：第2シリーズ第13話「ロイヤルエピソード13」
クリーズ指揮のオーケストラが「美しく青きドナウ」を演奏するが、曲の進行に伴って楽団員が1人ずつ爆発していく。なお「美しく青きドナウ」の英題 "Blue Danube" は、英国軍が初めて実用化した核爆弾の名前と同じである。
人食いベビーカー（アニメ、アーカイヴ）
放送話：第1シリーズ第2話「セックスとバイオレンス」
♪クリスマス・イン・ヘブン（歌、ダンス、アーカイヴ・実演）（チャップマン、ホームズ、クリーヴランド、パイソンズ）
初出：映画第4作『人生狂騒曲』「パート7『死』」（チャップマン）
はじめ『人生狂騒曲』でチャップマンが歌ったシーンが流される。その後同じ格好をしたホームズが歌い始め、バニーガール姿のクリーヴランドも登場する。途中でパイソンズ含めキャストが全員登壇し、舞台挨拶となる。

### カーテンコール
♪オールウェイズ・ルック・オン・ザ・ブライト・サイド・オブ・ライフ
初出：映画第3作『ライフ・オブ・ブライアン』（アイドルほか）
舞台挨拶が終了しキャストがはけた後、画面に「自然な流れのカーテンコールまで2分」との文字が表示される。2分後に予告通りキャストが現れ、会場が一体となった "Always Look on the Bright Side of Life" の大合唱でライブは終了する。

## ライブの反響

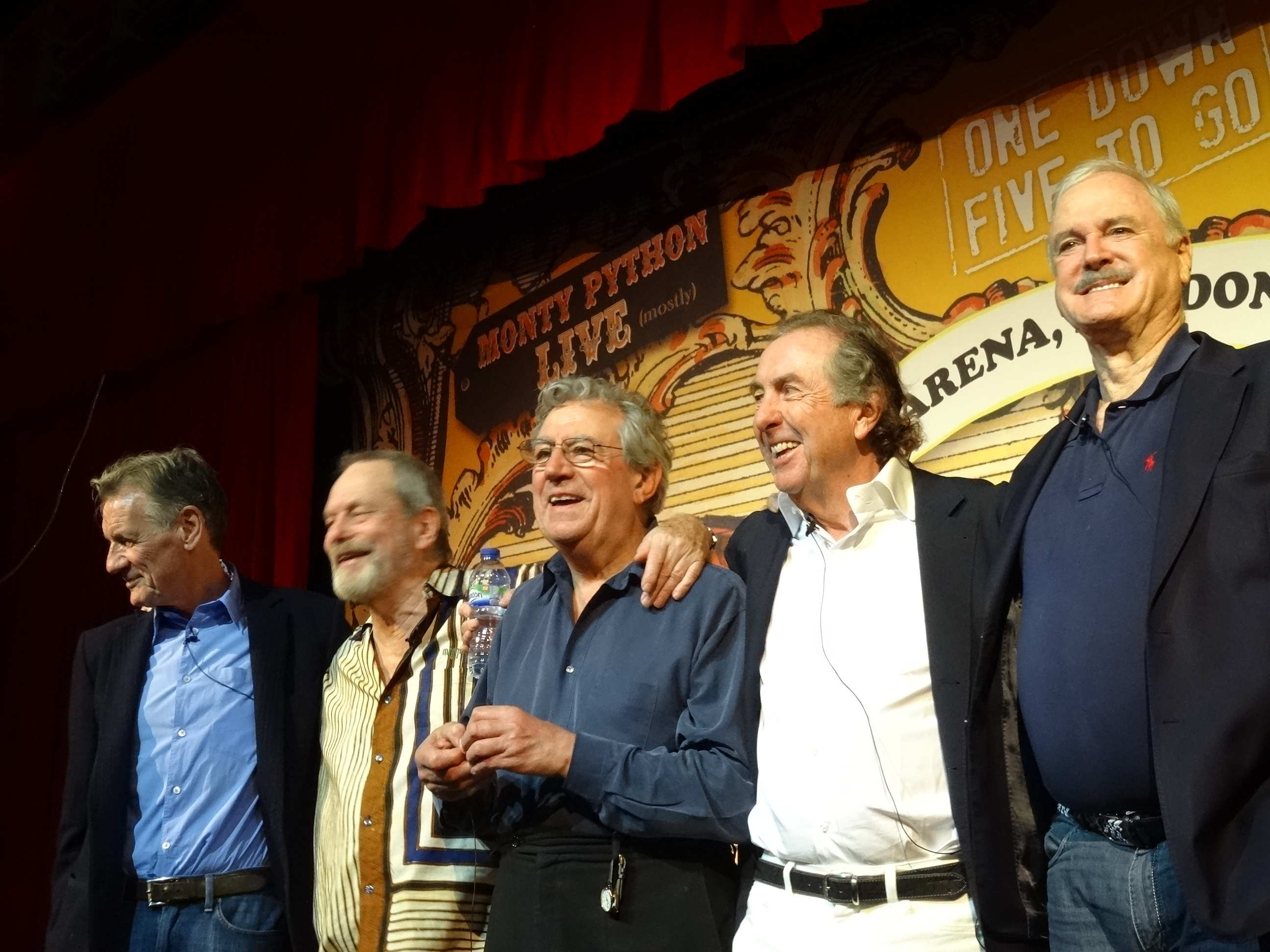
終演後に取材に応じるパイソンズ。左から、ペイリン、ギリアム、ジョーンズ、アイドル、クリーズ

O2アリーナを連日満員にした一方で、パイソンズは賛否両論の評価を受けた。
初日公演に対しては、エクスプレス紙が各紙の批評をまとめている。デイリー・エクスプレス紙の記者は、メンバーの老いはさておき、ギリアムのアニメも全く色褪せておらず、ライブはコメディ界の歴史に残るものだとした。デイリー・ミラー紙は、目新しいスケッチは無かったもののいずれも粒揃いで、オチを知っているファンをも充分に楽しませただろうと評価した。
ガーディアン紙は、メンバーも金銭問題でライブを開催する羽目になるとは思わなかっただろうし、スケッチもやや時代遅れだと辛辣に評した。一方で、パイソンズに求められているのはテレビシリーズ時代のようなクラシカルなもので、スケッチ自体を新しく作り替えてしまうことは求められていないとし、ライブ自体は観客を喜ばせるものだろうとしている。
デイリー・メール紙の批判的なライブ評を受けて、クリーズとペイリンが演じた最終日の『死んだオウム』には、デイリー・メール紙とその編集長ポール・デイカーを茶化す内容が付け加えられた。
各紙から受けた批評については、英語版ディスクの予約開始告知動画に一部が掲載されている。

## ドキュメンタリーの制作
ライブへの道のりを特集したドキュメンタリー番組が制作され、"The Meaning of Live" と銘打たれて2014年11月13日に UKTV Gold (Gold (UK TV channel)) で放送された。
この90分のドキュメンタリー制作には、BAFTA賞も獲得したドキュメンタリー監督、ロジャー・グレーフなどが参加した。
このドキュメンタリー中では、メンバーの訴訟金のためにライブが行われたことや、「全くブランクが無かったように稽古ができた」（ペイリン）ことなど、ライブの舞台裏が赤裸々に特集されている。

## ディスク化
最終日である2014年7月20日の公演は、収録されて世界中で放映された。ディスクにはこの最終日の録画映像と特典映像が収録されている。
英語版のディスクは、同年11月11日に発売された。形態はDVDとBlu-rayの2種類で、さらに60ページのブックレット、DVD、Blu-ray、2枚組のCDを付けたデラックス版も販売された。
日本では翌2015年6月17日に、Blu-ray版のみがポニーキャニオンから発売されている。発行元はライブをBS放送したNHKエンタープライズだった。ディスクには8ページのブックレットが付けられ、パイソン研究家として知られる須田泰成、宮沢章夫が解説文を寄せている。本編に加え、ライブ制作の舞台裏映像22分が特典映像として収録された。日本独自のパッケージとして、同時期にユニバーサルミュージックから発売されたアルバム『モンティ・パイソン・シングス（アゲイン）』、ライブの公式Tシャツを付けた数量限定セットも販売されている。

### 日本版ディスクスタッフ
- 日本語字幕：落合寿和
- 字幕監修：田口重雄、須田泰成
- ディスク情報：モンティ・パイソン（英語）『モンティ・パイソン 復活ライブ!完全版 ONE DOWN FIVE TO GO』（Blu-ray）NHKエンタープライズ、ポニーキャニオン、2015年6月17日。PCXE-50526。

### 日本版特典映像
以下はブックレットに拠った。
1. 再結成（2013年11月）
2. 制作発表記者会見（2013年11月）
3. O2アリーナ バックステージ（2014年7月）
4. O2アリーナでの10公演のハイライト（2014年7月）
5. グリーンスクリーンでの撮影

## 映像の配信
復活ライブで演じられたスケッチは、一部がモンティ・パイソン公式YouTubeアカウントで配信されている（詳しくはリンク先参照）。
ライブ関連の映像を集めたプレイリストでは、日本版ディスクに収録された特典映像も見ることができる（但し字幕は無い）。舞台や装飾の制作シーンや、ダンサーの練習・音楽の収録など、舞台裏映像も含まれる。
また、いくつかの人気スケッチも配信されているほか、ドキュメンタリー "The Meaning of Live" のプレイリストも公開されている。

### 銀河系の歌とホーキング
『銀河系の歌』に引き続いて流された、映像『ブライアン・コックス 宇宙の旅』には、スティーヴン・ホーキングが特別出演した。彼はモンティ・パイソンの大ファンでもあり、アイドルが出演を持ちかけたところ1分で快諾したという。
ホーキングは自らの使う電子音声を提供し、これを使って映像用の『銀河系の歌』が収録された。
ホーキング（正確には彼の使う電子音声）が歌う『銀河系の歌』は、配信版とビニルの両方で2015年4月に発売された。これに先立ち、2015年4月13日には、モンティ・パイソンのYouTube公式アカウントでミュージックビデオが公開された。この動画では、撮影・収録の様子だけでなく、ライブの準備・ハイライト、更に過去のアーカイヴ映像などが含まれ、グレアム・チャップマンも登場している。また、曲のリリースに合わせて特設サイトがオープンし、ホーキングのアイコンを使って小惑星を撃ち落とすゲームが公開されている。

## その後のパイソンズ
ライブ活動の終了を発表したパイソンズだが、個々人の活動は継続されているほか、メンバー内の共同制作も続いている。
ジョーンズが監督した2015年の映画『ミラクル・ニール!』では、全員が勢揃いして宇宙人の声を担当している。この作品のしたまちコメディ映画祭in台東出品に際して、ペイリン出演のオリジナル・ムービーが上演された。
アイドルとクリーズは、2016年2月から3月にかけて、オーストラリア・ニュージーランドでライブツアー "TOGETHER AGAIN AT LAST... FOR THE VERY FIRST TIME" を行い、北米ツアーも開催されている。
2016年には、ギリアムが未完の映画『ドンキホーテを殺した男』の再撮影に挑むことが発表され、ドン・キホーテ役にペイリンをキャスティングしたと報じられた。
また2016年9月には、ジョーンズが前頭側頭型認知症による原発性進行性失語症に悩まされていることが報じられたが、これに際してアイドルは「僕らの間に秘密は無いし、彼はO2をよく乗り切ったよ」とコメントして、復活ライブ時には既に発症していたことを示唆している。